# Le Port (Reunion)
Le Port – miasto na Reunionie (departamencie zamorskim Francji). Według danych INSEE w 2019 roku liczyło 33 235 mieszkańców. Przemysł spożywczy, włókienniczy.